# Aeródromo Campo de Fontenelle
Aeródromo Campo Fontenelle, Campo Fontenelle ou ainda Ninho das Águias é uma área destinada à instrução aérea militar da Academia da Força Aérea do Brasil. Está localizado no município de Pirassununga, interior do estado de São Paulo.

## História
No ano de 1971, a Academia da Força Aérea transferiu-se definitivamente do Campo dos Afonsos para Pirassununga, tendo como seu primeiro comandante o Brigadeiro do Ar Geraldo Labarthe Lebre. Nessa época, o Corpo de Cadetes da Aeronáutica já havia sido removido da Divisão de Apoio, onde hoje é alojamento das Praças, para o prédio do 4.º Esquadrão de Cadetes, onde ficavam os cadetes do último ano.